# NBA Finals Most Valuable Player
NBA Finals Most Valuable Player er en årlig pris i NBA-ligaen, som gives til den bedste spiller i løbet af NBA finalerne. Prisen er blevet uddelt siden 1969, og vælges på baggrund af et panel af mediepersonligheder.
34 forskellige spillere har vundet prisen over årene. Rekordvinderen af prisen er Michael Jordan, som har vundet seks gange. Den nuværende vinder er Shai Gilgeous-Alexander, som vandt prisen i 2025 finalerne.

## Vindere
| ^           | Angiver at spilleren stadig er aktiv i NBA.                          |
| *           | Angiver at spilleren er i Naismith Memorial Basketball Hall of Fame. |
| Spiller (X) | Angiver antal gange en spiller er blevet Finals MVP.                 |
| Hold(X)     | Angiver antal gange en spiller fra dette hold er blevet Finals MVP.  |

| Sæson     | Spiller                  | Position       | Nationalitet | Hold                      |
| --------- | ------------------------ | -------------- | ------------ | ------------------------- |
| 1968-1969 | Jerry West*              | Point Guard    | USA          | Los Angeles Lakers        |
| 1969-1970 | Willis Reed*             | Center         | USA          | New York Knicks           |
| 1970-1971 | Lew Alcindor*            | Center         | USA          | Milwaukee Bucks           |
| 1971-1972 | Wilt Chamberlain*        | Center         | USA          | Los Angeles Lakers (2)    |
| 1972-1973 | Willis Reed* (2)         | Center         | USA          | New York Knicks (2)       |
| 1973-1974 | John Havlicek*           | Small Forward  | USA          | Boston Celtics            |
| 1974-1975 | Rick Barry*              | Small Forward  | USA          | Golden State Warriors     |
| 1975-1976 | Jo Jo White*             | Point Guard    | USA          | Boston Celtics (2)        |
| 1976-1977 | Bill Walton*             | Center         | USA          | Portland Trail Blazers    |
| 1977-1978 | Wes Unseld*              | Center         | USA          | Washington Bullets        |
| 1978-1979 | Dennis Johnson*          | Point Guard    | USA          | Seattle SuperSonics       |
| 1979-1980 | Magic Johnson*           | Point Guard    | USA          | Los Angeles Lakers (3)    |
| 1980-1981 | Cedric Maxwell           | Small Forward  | USA          | Boston Celtics (3)        |
| 1981-1982 | Magic Johnson* (2)       | Point Guard    | USA          | Los Angeles Lakers (4)    |
| 1982-1983 | Moses Malone*            | Center         | USA          | Philadelphia 76ers        |
| 1983-1984 | Larry Bird*              | Small Forward  | USA          | Boston Celtics (4)        |
| 1984-1985 | Kareem Abdul-Jabbar* (2) | Center         | USA          | Los Angeles Lakers (5)    |
| 1985-1986 | Larry Bird* (2)          | Small Forward  | USA          | Boston Celtics (5)        |
| 1986-1987 | Magic Johnson* (3)       | Point Guard    | USA          | Los Angeles Lakers (6)    |
| 1987-1988 | James Worthy*            | Small Forward  | USA          | Los Angeles Lakers (7)    |
| 1988-1989 | Joe Dumars*              | Shooting Guard | USA          | Detroit Pistons           |
| 1989-1990 | Isiah Thomas*            | Point Guard    | USA          | Detroit Pistons (2)       |
| 1990-1991 | Michael Jordan*          | Shooting Guard | USA          | Chicago Bulls             |
| 1991-1992 | Michael Jordan* (2)      | Shooting Guard | USA          | Chicago Bulls (2)         |
| 1992-1993 | Michael Jordan* (3)      | Shooting Guard | USA          | Chicago Bulls (3)         |
| 1993-1994 | Hakeem Olajuwon*         | Center         | Nigeria      | Houston Rockets           |
| 1994-1995 | Hakeem Olajuwon* (2)     | Center         | Nigeria      | Houston Rockets (2)       |
| 1995-1996 | Michael Jordan* (4)      | Shooting Guard | USA          | Chicago Bulls (4)         |
| 1996-1997 | Michael Jordan* (5)      | Shooting Guard | USA          | Chicago Bulls (5)         |
| 1997-1998 | Michael Jordan* (6)      | Shooting Guard | USA          | Chicago Bulls (6)         |
| 1998-1999 | Tim Duncan*              | Power Forward  | USA          | San Antonio Spurs         |
| 1999-2000 | Shaquille O'Neal         | Center         | USA          | Los Angeles Lakers (8)    |
| 2000-2001 | Shaquille O'Neal (2)     | Center         | USA          | Los Angeles Lakers (9)    |
| 2001-2002 | Shaquille O'Neal (3)     | Center         | USA          | Los Angeles Lakers (10)   |
| 2002-2003 | Tim Duncan* (2)          | Power Forward  | USA          | San Antonio Spurs (2)     |
| 2003-2004 | Chauncey Billups         | Point Guard    | USA          | Detroit Pistons (3)       |
| 2004-2005 | Tim Duncan* (3)          | Power Forward  | USA          | San Antonio Spurs (3)     |
| 2005-2006 | Dwyane Wade*             | Shooting Guard | USA          | Miami Heat                |
| 2006-2007 | Tony Parker*             | Point Guard    | Frankrig     | San Antonio Spurs (4)     |
| 2007-2008 | Paul Pierce*             | Small Forward  | USA          | Boston Celtics (6)        |
| 2008-2009 | Kobe Bryant*             | Shooting Guard | USA          | Los Angeles Lakers (11)   |
| 2009-2010 | Kobe Bryant* (2)         | Shooting Guard | USA          | Los Angeles Lakers (12)   |
| 2010-2011 | Dirk Nowitzki*           | Power Forward  | Tyskland     | Dallas Mavericks          |
| 2011-2012 | LeBron James^            | Small Forward  | USA          | Miami Heat (2)            |
| 2012-2013 | LeBron James^ (2)        | Small Forward  | USA          | Miami Heat (3)            |
| 2013-2014 | Kawhi Leonard^           | Small Forward  | USA          | San Antonio Spurs (5)     |
| 2014-2015 | Andre Iguodala^          | Small Forward  | USA          | Golden State Warriors (2) |
| 2015-2016 | LeBron James^ (3)        | Small Forward  | USA          | Cleveland Cavaliers       |
| 2016-2017 | Kevin Durant^            | Small Forward  | USA          | Golden State Warriors (3) |
| 2017-2018 | Kevin Durant^ (2)        | Small Forward  | USA          | Golden State Warriors (4) |
| 2018-2019 | Kawhi Leonard^ (2)       | Small Forward  | USA          | Toronto Raptors           |
| 2019-2020 | LeBron James^ (4)        | Small Forward  | USA          | Los Angeles Lakers (13)   |
| 2020-2021 | Giannis Antetokounmpo^   | Small Forward  | Grækenland   | Milwaukee Bucks (2)       |
| 2021-2022 | Stephen Curry^           | Point Guard    | USA          | Golden State Warriors (5) |
| 2022-2023 | Nikola Jokić^            | Center         | Serbien      | Denver Nuggets            |
| 2023-2024 | Jaylen Brown^            | Small Forward  | USA          | Boston Celtics (7)        |
| 2024-2025 | Shai Gilgeous-Alexander^ | Point Guard    | Canada       | Oklahoma City Thunder     |